# G-구름

G-구름 (혹은 G-구름 복합체)은 국부 성간 구름 옆에 위치한 성간운이다.
G-구름은 센타우루스자리 알파 (센타우루스자리 프록시마에 포함된 삼성계(triple star system))와 알타이르 등의 별들을 포함한다.